# Rafał Domarski
Rafał Domarski (ur. 30 lipca 1973 w Rzeszowie) – polski piłkarz grający na pozycji napastnika. Jest synem Jana Domarskiego, 17-krotnego reprezentanta Polski.

## Kariera
Karierę piłkarską Domarski rozpoczął w klubie Stal Rzeszów. W 1990 roku awansował do kadry pierwszej drużyny Stali i w sezonie 1990/1991 zadebiutował w nim w drugiej lidze. W zespole Stali występował do końca sezonu 1993/1994, w którym Stal spadła do trzeciej ligi.
Po spadku Stali Rzeszów Domarski odszedł z pierwszoligowej Stali Mielec. 27 kwietnia 1994 zadebiutował w pierwszej lidze w przegranym 1:2 domowym meczu z Widzewem Łódź. 22 października 1994 w meczu z Sokołem Pniewy (3:3) strzelił swoje premierowe dwa gole w ekstraklasie. Wiosną 1996 spadł ze Stalą do drugiej ligi.
Na początku 1997 roku Domarski przeszedł ze Stali do Hutnika Kraków. Swój debiut w nim zanotował 5 marca 1997 w meczu z Wisłą Kraków (0:0). W sezonie 1996/1997 spadł z Hutnikiem do drugiej ligi, a pod koniec 1997 roku zakończył karierę z powodu kontuzji.
Ogółem w polskiej ekstraklasie Domarski rozegrał 69 meczów i strzelił 12 bramek.